# Maria Recasens i Gassió
Maria Recasens i Gassió (El Vilosell, Garrigues, 1902 - Barcelona, 1989) va ser una militant carlina i farmacèutica catalana.
Es llicencià en Farmàcia a la Universitat de Barcelona el 1926 i n'exercí la professió a Lleida des de 1927 fins al 1978, data de la seua jubilació. Regentà la farmàcia Recasens de la rambla de Ferran de Lleida.
Pertanyent a una família profundament tradicionalista, dirigí durant la Segona República Espanyola l'agrupació femenina «Les Margarides», al capdavant de la qual pronuncià nombrosos mítings per diversos pobles de les comarques de Lleida, en companyia de la dirigent estatal Maria Rosa Urraca Pastor.
Filla de Joan Recasens Ros, actiu partícip en els preparatius de la sublevació de juliol de 1936, i que probablement hauria estat designat alcalde de Lleida si la revolta militar hagués triomfat. Els germans de Maria, Lluís i Jesús, que havien sortit amb armes al carrer, foren afusellats el 14 de novembre i el 5 de setembre de 1936, per sentència del Tribunal Popular.
Durant la Guerra Civil Espanyola fou delegada de Fronts i Hospitals, delegació creada per l'organització carlina amb l'objectiu d'atendre els combatents del bàndol franquista. Al capdavant de la delegació a Lleida, desenvolupà una ingent activitat d'assistència als hospitals, confecció de roba d'abrigar i atenció, des de múltiples vessants, als soldats ferits. Un cop acabada la guerra, s'integrà a la Sección Femenina de Falange (1939), a conseqüència de la reunificació de què foren objecte les delegacions de Fronts i Hospitals, Auxili Social i Secció Femenina arran del procés fixat l'abril de 1937. No obstant això, les reiterades discrepàncies ideològiques i els durs enfrontaments amb les falangistes foren una constant que marcaren les seues relacions entre les unes i les altres.
La trajectòria de Maria Recasens fou un fidel reflex de la inadequació d'una part del carlisme dins l'organigrama de l'Estat franquista. Una situació que comportà la seua completa desaparició en l'àmbit ideològic i estructural del «nou» estat franquista. Això feu que, com altres companyes carlines, Maria Recasens abandonés la Falange femenina ja des de principis de la dècada dels anys quaranta. Es retirà de l'activitat militant i es dedicà primordialment a l'exercici de la seua professió.